# 엔진 (드라마)
《엔진》(일본어: エンジン)은 후지 TV 계열의 〈게츠쿠〉 시간대에서 2005년 4월 18일부터 6월 27일까지 방송된 일본의 텔레비전 드라마이다.

## 등장인물

### 바람 언덕 홈 관계자
칸자키 지로 (32) - 키무라 타쿠야 (SMAP)
주인공.
미즈코시 토모미 (28) - 코유키
바람 언덕 홈의 햅쌀 보육사.
칸자키 타케시 (63) - 하라다 요시오
시설장. 지로의 양아버지.
토리이 모토이치로 - 사카이 마사토
경험을 우선하는, 바람 언덕 홈의 지도원.
칸자키 치히로 (35) - 마츠시타 유키
시설의 사무장.
우시쿠보 에이코 (38) - 타카시마 레이코
시설의 영양사.
하루야마 마리오 (55) - 카도노 타쿠조
풍항계 성 로사리나 교회의 신부.

### 입소 아동
호시노 미사에 (18) - 우에노 쥬리
고등학교 3학년.
히다 하루미 (17) - 토다 에리카
고등학교 2학년.
시오노야 다이스케 (16) - 이시다 호시
고등학교 1학년.
소노베 토오루 (14) - 아리오카 다이키 (당시 쟈니즈 Jr./현재 Hey! Say! JUMP)
중학교 2학년.
타구치 나오 (14) - 오오히라 나츠미
중학교 2학년.
니노미야 유키에 (13) - 카호
중학교 1학년.
쿠사마 슈헤이 (11) - 나카지마 유토 (당시 쟈니즈 Jr./현재 Hey! Say! JUMP)
초등학교 5학년.
히라야마 모리오 (10) - 코스기 모이치로
초등학교 4학년.
토네 아키라 (9) - 히로타 료헤이
초등학교 3학년.
소노베 아오이 (7) - 사토 미쿠
초등학교 1학년.
카네무라 슌타 (6) - 코무로 유타
유치원 연장조.
코모리 나나에 (2) - 오카 마유

### 레이스 관계자
이치노세 신사쿠 - 이즈미야 시게루
F3 국내 팀 〈팀 이치노세〉의 감독.
스에나가 타마키 (26) - 오카모토 아야
〈팀 이치노세〉의 매니저.
스가하라 히로토 - 아카기 신스케
〈팀 이치노세〉의 퍼스트 드라이버.
이부키 테츠야 - 이시가키 유마
지로의 후배.
레이스 퀸·리나/미키 - 마시코 리에/야부키 하루나

### 그 외
스폰서·고토 - 니시무라 마사히코
지로의 국내 참전 시절 퍼스널 스폰서.
외

## 스태프
- 각본 - 이노우에 유미코
- 음악 - 칸노 유고
- 기획 - 와다 코우
- 프로듀스 - 마키노 타다시, 이와타 유지 (쿄도 TV)
- 연출 - 니시타니 히로시, 히라노 신, 니시우라 마사키
- 편성 - 호바라 켄이치로
- 차량 - 토요타 코스터
- 수퍼바이저 - 콘도 마사히코 ※최종화 특별 출연
- 리서치 - 무라카와 야스토시
- 제작 협력 - 쿄도 TV
- 제작 저작 - 후지 TV

## 방송 일자
| 각 화                                                       | 방송일          | 부제               | 연출            | 시청률 |
| ----------------------------------------------------------- | --------------- | ------------------ | --------------- | ------ |
| LAP 1                                                       | 2005년 4월 18일 | 13번째 아이를 보다 | 니시타니 히로시 | 25.3%  |
| LAP 2                                                       | 4월 25일        | 0부터의 시동       | 니시타니 히로시 | 22.5%  |
| LAP 3                                                       | 5월 2일         | 인생을 건 날       | 히라노 신       | 19.6%  |
| LAP 4                                                       | 5월 9일         | 작은 고백          | 히라노 신       | 23.1%  |
| LAP 5                                                       | 5월 16일        | 나와 너의 비밀     | 니시타니 히로시 | 22.3%  |
| LAP 6                                                       | 5월 23일        | 17세의 신부        | 히라노 신       | 21.5%  |
| LAP 7                                                       | 5월 30일        | 홈 해산!           | 니시타니 히로시 | 22.2%  |
| LAP 8                                                       | 6월 6일         | 바이바이 지로      | 히라노 신       | 21.5%  |
| LAP 9                                                       | 6월 13일        | 운을 하늘에 맡기고 | 니시우라 마사키 | 21.8%  |
| LAP 10                                                      | 6월 20일        | 라스트 런          | 히라노 신       | 22.5%  |
| FINAL LAP                                                   | 6월 27일        | 위닝 런            | 니시타니 히로시 | 24.3%  |
| 평균 시청률 22.6% (시청률은 간토 지구·비디오 리서치사 조사) |                 |                    |                 |        |